# توفيق كميل
توفيق كميل سياسي وبرلماني مغربي. وهو زوج الوزيرة والسياسية نبيلة الرميلي. وهو عضو في حزب التجمع الوطني للأحرار.

## السيرة
- 2015-2009: نائب رئيس غرفة التجارة والصناعة والخدمات.
- 2009-2015: عضو جهة الدار البيضاء سطات.
- 2009-2015: مستشار برلماني.
- 2016-2021: نائب برلماني.
- 2021: نائب ثالث لعمدة الدار البيضاء نبيلة الرميلي.[2]